# Pauta (música)

Uma pauta típica de cinco linhas

Na cultura ocidental, a pauta ou pentagrama, é um conjunto de cinco linhas horizontais e quatro espaços que representam diferentes alturas musicais ou, no caso de uma pauta de percussão, diferentes instrumentos de percussão. Os símbolos musicais apropriados, dependendo do efeito desejado, são colocados na pauta conforme sua altura ou função correspondente. As notas musicais são posicionadas conforme a altura, as notas de percussão conforme o instrumento, e as pausas e outros símbolos conforme convenções estabelecidas.
A altura absoluta de cada linha de uma pauta não percussiva é indicada pela colocação de um símbolo de clave na posição vertical apropriada no lado esquerdo da pauta (possivelmente modificada por convenções para instrumentos específicos). Por exemplo, a clave de sol, também conhecida como clave de G, é colocada na segunda linha (contando de baixo para cima), fixando essa linha como a nota sol acima do "dó central".
As linhas e espaços são numerados de baixo para cima; a linha inferior é a primeira linha e a linha superior é a quinta linha.
A pauta musical é análoga a um gráfico de função matemática da altura em relação à duração. As alturas das notas são dadas por sua posição vertical na pauta, e as notas são lidas da esquerda para a direita. Ao contrário de um gráfico, no entanto, o número de semitons representado por um passo vertical de uma linha para um espaço adjacente depende da tonalidade, e a temporização exata do início de cada nota não é diretamente proporcional à sua posição horizontal; em vez disso, o tempo exato é codificado pelo símbolo musical escolhido para cada nota, além do andamento.
Uma fórmula de compasso à direita da clave indica a relação entre as contagens de tempo e os símbolos das notas, enquanto as barras de compasso agrupam as notas na pauta em compassos.

## Posições na pauta

Pauta com as posições indicadas

A posição vertical da cabeça da nota na pauta indica qual nota deve ser tocada: notas mais agudas são marcadas mais acima na pauta. A cabeça da nota pode ser posicionada com seu centro intersectando uma linha (sobre uma linha) ou entre as linhas, tocando as linhas superior e inferior (em um espaço). Notas fora do alcance da pauta são colocadas sobre ou entre linhas suplementares — linhas com a largura da nota que precisam sustentar — adicionadas acima ou abaixo da pauta.
As posições da pauta que representam quais notas são determinadas por clave colocada no início da pauta. A clave identifica uma linha específica como uma nota específica, e todas as outras notas são determinadas em relação a essa linha. Por exemplo, a clave de sol coloca o sol acima do dó central na segunda linha. O intervalo entre posições adjacentes da pauta é de um passo na escala diatônica. Uma vez fixadas por uma clave, as notas representadas pelas posições na pauta podem ser modificadas pela armadura de clave ou por acidentes nas notas individuais. Uma pauta sem clave pode ser usada para representar um conjunto de sons de percussão; cada linha normalmente representa um instrumento diferente.

## Pautas de conjunto
Uma linha vertical desenhada à esquerda de várias pautas cria um sistema, indicando que a música em todas as pautas deve ser executada simultaneamente. Uma chave é usada para unir múltiplas pautas que representam um único instrumento, como piano, órgão, harpa ou marimba. Um colchete (linha vertical adicional) une pautas para indicar agrupamentos de instrumentos que funcionam como uma unidade, como a seção de cordas de uma orquestra. Às vezes, um segundo colchete é utilizado para mostrar instrumentos agrupados em pares, como o primeiro e o segundo oboé ou o primeiro e o segundo violino em uma orquestra. Em alguns casos, uma chave também pode ser usada com essa finalidade.
Quando mais de um sistema aparece em uma mesma página, frequentemente dois traços diagonais paralelos são colocados no lado esquerdo da partitura para separá-los.
Configurações vocais em quatro vozes (SATB), especialmente em hinários, usam notação divisi em um sistema com duas pautas, com as vozes de soprano e contralto compartilhando a pauta superior, e tenor e baixo na pauta inferior.

## Pauta dupla

A pauta dupla

Quando duas pautas são unidas por uma chave, ou quando a música nelas é destinada a ser tocada simultaneamente por um único instrumentista (geralmente em um instrumento de teclas ou harpa), forma-se uma pauta dupla. Normalmente, a pauta superior utiliza a clave de sol e a pauta inferior a clave de fá. Nessa configuração, o dó central fica centralizado entre as duas pautas, podendo ser escrito na primeira linha suplementar abaixo da pauta superior ou na primeira linha suplementar acima da pauta inferior. Muito raramente, utiliza-se uma linha central com uma pequena clave de dó para indicar que as notas si, dó ou ré nessa linha podem ser tocadas com qualquer das mãos (linhas suplementares não são usadas a partir dessa clave central, pois causam confusão). Ao tocar piano ou harpa, a pauta superior é normalmente tocada com a mão direita e a inferior com a esquerda.

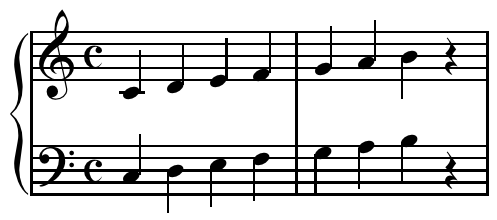
Uma pauta dupla simples. Cada uma das pautas acima contém sete notas e uma pausa

Teclado musical com pautas em clave de sol e clave de fá

## História
A notação musical ocidental primitiva da Idade Média era escrita com neumas, que não especificavam alturas exatas, mas apenas o contorno das melodias — ou seja, indicavam quando a linha melódica subia ou descia; presume-se que essas notações serviam como mnemônicos para melodias ensinadas oralmente.
Entre os séculos IX e XI, diversos sistemas foram desenvolvidos para indicar a altura das notas com maior precisão, incluindo os neumas diastemáticos, cuja posição vertical na página correspondia à sua altura absoluta (manuscritos longobardos e beneventanos da Itália mostram essa técnica por volta do ano 1000). A notação digráfica, que combinava nomes de letras semelhantes aos nomes de notas atuais com os neumas, apareceu brevemente em alguns manuscritos, mas muitos usavam uma ou mais linhas horizontais para indicar alturas específicas.
O tratado Musica enchiriadis (c. 900) utiliza a notação daseana para indicar alturas específicas, mas o uso moderno de linhas na pauta é atribuído a Guido d'Arezzo (990–1050), cuja pauta de quatro linhas ainda é utilizada hoje em publicações de canto gregoriano (embora sem a coloração vermelha e amarela que ele recomendava). Pautas de cinco linhas surgiram na Itália no século XIII, promovidas por Ugolino da Forlì; pautas com quatro, cinco e seis linhas ainda eram utilizadas por volta de 1600.